# Wouter van Beek
Wouter Eildert Albert van Beek (Beverwijk, 1943) is een Nederlands antropoloog. Tot 2006 was hij hoofddocent culturele antropologie aan de Universiteit Utrecht. Vanaf 2007 is hij hoogleraar Antropologie van de Religie aan de Universiteit Tilburg en sinds 2002 senior-onderzoeker bij het Afrika-Studiecentrum in Leiden.
In de periode 1992–2003 was van Beek president van de werelddambond FMJD (Fédération Mondiale du Jeu de Dames).

## Studie en onderzoek
Wouter van Beek studeerde biologie en culturele antropologie in Utrecht en promoveerde er in 1978 op een studie naar de Kapsiki en Higi, een bergvolk in Noord-Kameroen en Noordoost Nigeria. Later onderzocht hij tevens het Dogon-volk in Centraal-Mali. Van Beek onderzoekt religieuze processen in lokale samenlevingen, met name in Afrika. Hij brengt de noties over kwaad en visie over het einde der tijden van deze religies in kaart, maar verricht ook onderzoek naar de invloeden van 'importreligies' en toerisme.

## Trivia
Wouter van Beek was betrokken bij de opnames voor het tv-programma Erica op Reis (aflevering Mali, uitgezonden op 3-10-2011).

## Citaat
Op naar Kameroen  - Thuis  in  Afrika,  maar  in  welk  Afrika?  Natuurlijk  is  meer  dan  één  soort  ervaring  mogelijk  met  dit  immense  continent  en  zijn  er  dus vele  manieren  waarop  je  er 'thuis' kunt zijn. Behalve de enorme geografische variatie, van Sahel tot oerwoud en  van  woestijn  tot  de  Bergen  van  de  Maan,  zijn  er  drie  soorten  Afrika.  Voor  de  journalisten is er het Afrika van de politiek, een spannende arena vol contrasten. Afrika  herbergde  het  enorme  charisma  van  een  Nelson  Mandela  tegenover  de huidige politieke  en  ecologische  problemen:  opstanden,  uitbuiting,  een niet  weg  te  bikken  dictator  als  Mugabe,  en  terreurgroepen  als  Boko  Haram  in  Nigeria, AQIM in Mali, Al-Shabaab in Somalië en Kenia of de honger en droogte die zo indringend  op  televisie  worden  gebracht.  Dat  is  het  Afrika  van  de  krantenkoppen,  niet het Afrika waar ik op doel, maar het is er wel en het breekt in ‘mijn’ Afrika in, en niet zo’n beetje ook.
— Begin van Wouter van Beek: Thuis in Afrika : een dubbelleven, 2016

## Publicaties (selectie)[4]

### Autobiografie
- Thuis in Afrika : een dubbelleven / Wouter van Beek. - 2e gewijzigde druk. -Leiden : Afrika-Studiecentrum, 2016. ISBN 978-90-5448-154-6

### Antropologie
- Transmission of Kapsiki-Higi folktales over two generations : tales that come, tales that go / Walter E.A. Van Beek. - New York, NY :  Palgrave Macmillan, [2016], cop. 2017. ISBN 1-349-94927-2
- The dancing dead : ritual and religion among the Kapsiki/Higi of north Cameroon and northeastern Nigeria / Walter E.A. Van Beek. - Oxford ; New York : Oxford University Press, 2012. ISBN 0199858160
- Forge and the funeral : the smith in Kapsiki/Higi culture / Walter E. A. Van Beek. ISBN 978-1-611-86166-2
- African hosts & their guests : cultural dynamics of tourism / ed. by Walter van Beek & Annette Schmidt. - Woodbridge, Suffolk ; Rochester, NY : James Currey, 2012. ISBN 978-1-8470-1049-0
- Dogon : Africa's people of the cliffs / photogr. by Stephenie Hollyman ; text by Walter E.A. van Beek ; [ed.: Robert Morton]. - New York : Abrams, 2001. ISBN 0-8109-4373-5 geb.
- Spiegel van de mens; religie en antropologie. Assen: Van Gorcum, 1982. ISBN 90-232-1922-8
- Bierbrouwers in de bergen : de Kapsiki en Higi van Noord-Kameroen en Noord-Oost Nigeria / Wouter Eildert Albert van Beek. - Utrecht : Instituut voor Culturele Antropologie, 1978.

### Dammen
- Roozenburg / red.: Wouter van Beek & Paul Oudshoorn; met bijdragen van Piet Roozenburg ... [et al.]. - [S.l. : s.n.], cop. 2005. ISBN 90-807454-2-1
- Jan Bom, dammer / Ton Sijbrands & Wouter van Beek ; met bijdragen van Piet Roozenburg ... [et al.]. - [Utrecht : Stichting Werelddambond], cop. 2002 (Oldemarkt : Mosterdzaad). ISBN 90-807454-1-3